# Tyrrell 009
Tyrrell 009 – samochód Formuły 1, zaprojektowany przez Maurice'a Philippe'a i skonstruowany przez Team Tyrrell. Uczestniczył w sezonach 1979–1980.

## Historia
W 1977 roku Lotus modelem 78 wprowadził do Formuły 1 efekt przyziemny. Rok później Lotus 79 odnosił bardzo dobre wyniki, co utwierdziło projektantów w przekonaniu, iż zastosowanie efektu przyziemnego jest w Formule 1 niezbędne. Ze względu na to Maurice Philippe, który zaprojektował model 008, przy projektowaniu Tyrrella 009 nie opierał się na poprzedniku. W efekcie samochód był szeroki oraz miał duże sekcje boczne. Philippe przymocował silnik Cosworth DFV bezpośrednio do aluminiowego monokoku. Ta jednostka o mocy 485 KM była sprzężona z pięciostopniową skrzynią biegów Hewland FGA 400. Zmieniono także malowanie samochodu: niebiesko-białe barwy zastąpiono kolorem ciemnoniebieskim oraz reklamami Candy.
Samochód zadebiutował w Grand Prix Argentyny 1979, podczas którego Jean-Pierre Jarier i Didier Pironi startowali odpowiednio z czwartego i ósmego miejsca. Obaj kierowcy odpali, jednak w dalszej części sezonu model 009 zdobył trzy podia i 28 punktów, co dało Tyrrellowi piąte miejsce w klasyfikacji konstruktorów, osiągnięcie, które zespół ten zdołał wyrównać w roku 1989. Następcą modelu był wprowadzony na początku sezonu 1980 Tyrrell 010, również wykorzystujący efekt przyziemny.
Zbudowano siedem egzemplarzy modelu, z czego dwa nigdy się nie ścigały.

## Wyniki w Formule 1
| Legenda oznaczeń w tabelach wyników Wyświetl szablon na nowej stronie | Legenda oznaczeń w tabelach wyników Wyświetl szablon na nowej stronie                                                                     |
| Oznaczenie                                                            | Wyjaśnienie |
| --------------------------------------------------------------------- | --- |
| Złoty                                                                 | Zwycięzca lub mistrzostwo |
| Srebrny                                                               | 2. miejsce lub wicemistrzostwo |
| Brązowy                                                               | 3. miejsce lub II wicemistrzostwo |
| Zielony                                                               | Ukończył, punktował (w klasyfikacji generalnej, gdy zdobył co najmniej jeden punkt na przestrzeni sezonu, poza trzema powyższymi opcjami) |
| Niebieski                                                             | Ukończył, nie punktował (w klasyfikacji generalnej, gdy nie zdobył co najmniej jednego punktu na przestrzeni sezonu)                      |
| Czerwony                                                              | Nie zakwalifikował się (NZ) |
| Czerwony                                                              | Nie prekwalifikował się (NPK) |
| Różowy                                                                | Nie ukończył (NU) |
| Różowy                                                                | Niesklasyfikowany (NS) (w klasyfikacji generalnej, gdy nie został sklasyfikowany w żadnym wyścigu sezonu)                                 |
| Czarny                                                                | Zdyskwalifikowany (DK) |
| Czarny                                                                | Wykluczony (WYK/EX) |
| Biały                                                                 | Nie wystartował (NW) |
| Biały                                                                 | Kontuzjowany (K/INJ) |
| Biały                                                                 | Wyścig odwołany (OD/C) |
| Bez koloru                                                            | Został wycofany (WYC/WD) |
| Bez koloru                                                            | Nie przybył (NP/DNA) |
| Bez koloru                                                            | Nie brał udziału w treningach (NT/DNP) |
| Bez koloru                                                            | Nie został zgłoszony (–) |
| Pogrubienie                                                           | Start z pole position |
| Kursywa                                                               | Najszybsze okrążenie wyścigu |
| †                                                                     | Nie ukończył, ale jego rezultat został zaliczony ze względu na przejechanie więcej niż 90% dystansu wyścigu.                              |
| *                                                                     | Sezon w trakcie |
| 1/2/3                                                                 | Punktowana pozycja w sprincie kwalifikacyjnym                                                                                             |
| Lista systemów punktacji Formuły 1                                    | |

| Sezon | Zespół                          | Silnik | Kierowcy           | Wyniki w poszczególnych eliminacjach | Wyniki w poszczególnych eliminacjach | Wyniki w poszczególnych eliminacjach | Wyniki w poszczególnych eliminacjach | Wyniki w poszczególnych eliminacjach | Wyniki w poszczególnych eliminacjach | Wyniki w poszczególnych eliminacjach | Wyniki w poszczególnych eliminacjach | Wyniki w poszczególnych eliminacjach | Wyniki w poszczególnych eliminacjach | Wyniki w poszczególnych eliminacjach | Wyniki w poszczególnych eliminacjach | Wyniki w poszczególnych eliminacjach | Wyniki w poszczególnych eliminacjach | Wyniki w poszczególnych eliminacjach | Wyniki kierowców | Wyniki kierowców | Wyniki konstruktora | Wyniki konstruktora |
| 1979  |                                 |        |                    | Argentyna                            | Brazylia                             |                                      | Stany Zjednoczone                    |                                      | Belgia                               | Monako                               | Francja                              | Wielka Brytania                      | Niemcy                               | Austria                              | Holandia                             | Włochy                               | Kanada                               | Stany Zjednoczone                    | Pkt.             | Msc.             | Pkt.                | Msc.                |
| ----- | ------------------------------- | ------ | ------------------ | ------------------------------------ | ------------------------------------ | ------------------------------------ | ------------------------------------ | ------------------------------------ | ------------------------------------ | ------------------------------------ | ------------------------------------ | ------------------------------------ | ------------------------------------ | ------------------------------------ | ------------------------------------ | ------------------------------------ | ------------------------------------ | ------------------------------------ | ---------------- | ---------------- | ------------------- | ------------------- |
| 1979  | Team Tyrrell Candy Tyrrell Team | Ford   | Didier Pironi      | NU                                   | 4                                    | NU                                   | DK                                   | 6                                    | 3                                    | NU                                   | NU                                   | 10                                   | 9                                    | 7                                    | NU                                   | 10                                   | 5                                    | 3                                    | 14               | 10               | 28                  | 5                   |
| 1979  | Team Tyrrell Candy Tyrrell Team | Ford   | Jean-Pierre Jarier | NU                                   | NU                                   | 3                                    | 6                                    | 5                                    | 11                                   | NU                                   | 5                                    | 3                                    | -                                    | -                                    | NU                                   | 6                                    | NU                                   | NU                                   | 14               | 11               | 28                  | 5                   |
| 1979  | Team Tyrrell Candy Tyrrell Team | Ford   | Geoff Lees         | -                                    | -                                    | -                                    | -                                    | -                                    | -                                    | -                                    | -                                    | -                                    | 7                                    | -                                    | -                                    | -                                    | -                                    | -                                    | 0                | 24               | 28                  | 5                   |
| 1979  | Team Tyrrell Candy Tyrrell Team | Ford   | Derek Daly         | -                                    | -                                    | -                                    | -                                    | -                                    | -                                    | -                                    | -                                    | -                                    | -                                    | 8                                    | -                                    | -                                    | NU                                   | NU                                   | 0                | 26               | 28                  | 5                   |
| 1980  |                                 |        |                    | Argentyna                            | Brazylia                             |                                      | Stany Zjednoczone                    | Belgia                               | Monako                               | Francja                              | Wielka Brytania                      | Niemcy                               | Austria                              | Holandia                             | Włochy                               | Kanada                               | Stany Zjednoczone                    |                                      | Pkt.             | Msc.             | Pkt.                | Msc.                |
| 1980  | Candy Tyrrell Team              | Ford   | Jean-Pierre Jarier | NU                                   | 12                                   | -                                    | -                                    | -                                    | -                                    | -                                    | -                                    | -                                    | -                                    | -                                    | -                                    | -                                    | -                                    |                                      | 0 (6)            | 13               | 3 (12)              | 6                   |
| 1980  | Candy Tyrrell Team              | Ford   | Derek Daly         | 4                                    | 14                                   | -                                    | -                                    | -                                    | -                                    | -                                    | -                                    | -                                    | -                                    | -                                    | -                                    | -                                    | -                                    |                                      | 3 (6)            | 12               | 3 (12)              | 6                   |